# Sandro Akhmeteli
Aleksandre "Sandro" Akhmeteli (en géorgien : ალექსანდრე ახმეტელი), né le 13 avril 1886 et mort le 27 juin 1937, est un metteur en scène et directeur de théâtre géorgien et soviétique. Pendant la courte période entre 1926 et 1935, où il a la liberté d'expérimenter de nouvelles approches, il révolutionne complètement le théâtre géorgien et laisse son empreinte sur le théâtre soviétique en général, avant d'être supprimé, victime de répressions politiques massives en Union soviétique.

## Biographie
Sandro Akhmeteli naît au village Anaga de l'ouiezd Signakhi, dans le Gouvernement de Tiflis, alors dans l'Empire russe. Il est le fils de diacre Vassili Akhmeteli et son épouse Mariam Odichelidzé. En 1891, la famille s'installe à Telavi. Ayant pour professeur à l'école l'écrivain Vasil Barnovi, Sandro acquiert une profonde connaissance de la littérature mondiale. Dès 1909, il écrit les  critiques théâtrales.
Il fait ses études à la faculté juridique de l'université d'État de Saint-Pétersbourg et obtient son diplôme en 1916. L'année suivante à Tiflis, il monte le spectacle Berdo Zmania de Sandro Chanchiachvili. 
En 1922, sur l'invitation de Koté Mardjanichvili il devient metteur en scène au Théâtre national Roustavéli. Il y monte, en collaboration avec Marjanichvili, Latavra de Zakaria Paliachvili et Salome de Richard Strauss. Bien que les deux hommes travaillent dans le respect mutuel, leur approche du théâtre est trop différente ce qui fait qu'en 1926, Marjanichvili se voit évincé alors qu'Akhmeteli prend le contrôle exclusif du théâtre Roustavéli. Sa tyrannie était légendaire, même selon les critères de l'époque : tous les membres de la corporation qu'il avait formée, nommée Duruji du nom d'une rivière de Kakhétie, devaient signer un engagement stipulant qu'ils ne reconnaissaient pas de parents, frères et sœur, ni amis en dehors de la corporation, que leurs convictions et sentiments s'accordaient avec ceux de la corporation, qu'ils étaient prêts à sacrifier leur avenir et même leur vie pour le but commun.
Sa relation avec les autorités bolcheviks est difficile du fait de sa conception formellement expérimentale et expressionniste. On le contraint à dissoudre sa corporation en 1927 et un dossier ressemblant les informations le concernant est ouvert par le NKVD. Il jouit toutefois encore d'une certaine protection des autorités de Moscou et Léningrad. Sa plus célèbre pièce fut Lamara de Grigol Robakidze qui équivalait à une réinterprétation nietzschéenne des légendes populaires de montagne, dont la mise en scène très semblable à un opéra wagnérien est renforcée par les compétences légendaires d'Akhmeteli en éclairage et chorégraphie. Lamara est primée au festival d'art dramatique de Moscou en 1930 et débouche à l'invitation du théâtre Roustavéli en tournée aux États-Unis .
Ses productions suivantes lui attirent les foudres de la censure. Son interprétation de Carmen (Prosper Mérimée), Carmencita, est dénoncée pour l'érotisation outrancière et Dix jours qui ébranlèrent le monde (John Silas Reed) est qualifiée de grotesquerie. Ce décalage avec les standards artistiques imposés, le mariage d'Akhmeteli avec la jeune actrice Tamara Tsulukidze, déjà mariée à un acteur de sa troupe, et son arrogance présomptueuse contre-balancent les effets de ses précédents succès. Il est encore nommé artiste du Peuple de la RSS de Géorgie en 1933,. Les productions des années 1930, qui consistent en interprétation politisée des auteurs classiques, dont on peut particulièrement citer Les Brigands (Schiller) et Jules César (Shakespeare) ne sauvent pas la situation, de toutes façons plus aucune critique n'a le droit d'exprimer autre chose que désapprobation à son encontre. Akhmeteli est destitué de son poste de directeur de théâtre en 1935, puis, arrêté à Moscou le 19 novembre 1936 pour être rapatrié en Georgie, en attendant le jugement. Torturé et déclaré espion britannique et même accusé de préparer un attentat contre Staline et Beria, l'artiste est fusillé le 27 juin 1937. Son épouse Tamara Tsulukidzé-Akhmeteli (1903-1990) est arrêtée le 28 janvier 1937 et condamnée aux travaux forcés dans un camp de Goulag dans le Kraï de Krasnoïarsk. Elle sera réhabilitée en 1956.

## Hommages
Son nom est donné au Théâtre dramatique d'État et à la station de métro à Tbilissi.
Des rues à Tbilissi et à Batoumi portent le nom d'Akhmeteli. 
Un monument à Alexandre Akhmeteli a été érigé rue Machabeli à Tbilissi (1985).